# Oxyopes indiculus
Oxyopes indiculus là một loài nhện trong họ Oxyopidae.
Loài này thuộc chi Oxyopes. Oxyopes indiculus được Tord Tamerlan Teodor Thorell miêu tả năm 1897.